# Балашешты (Криулянский район)
Балашешты, Бэлэшешть (рум. Bălășești) — село в Криулянском районе Молдавии. Наряду с селом Рэкулешть входит в состав коммуны Рэкулешть.

## География
Село расположено на высоте 52 метров над уровнем моря.

## Население
По данным переписи населения 2004 года, в селе Бэлэшешть проживает 732 человека (351 мужчина, 381 женщина).
Этнический состав села:
| Национальность | Число жителей | Процентный состав |
| -------------- | ------------- | ----------------- |
| молдаване      | 725           | 99.04             |
| украинцы       | 3             | 0.41              |
| румыны         | 2             | 0.27              |
| русские        | 1             | 0.14              |
| болгары        | 1             | 0.14              |
| Всего          | 732           | 100%              |